# Pilbeam MP91
Chronologie des modèles (2003 - 2005)
Pilbeam MP84 Pilbeam MP93
La Pilbeam MP91 est une voiture de course construite par le constructeur automobile britannique Pilbeam Racing Design. Elle est homologuée pour courir dans la catégorie Le Mans Prototype (LMP 675 et LMP2) de l'Automobile Club de l'Ouest. La Pilbeam MP91 remporte son unique course lors des 1 000 kilomètres de Monza 2004, avec Pir Compétition.

## Aspects techniques
La Pilbeam MP91 est une version améliorée de la Pilbeam MP84.

## Histoire en compétition
En 2003, une Pilbeam MP91 est engagée aux 24 Heures du Mans par le Team Bucknum Racing. Pilotée par Jeff Bucknum, Bryan Willman et Chris McMurry, elle abandonne sur casse moteur,.
L'année suivante, pilotée par Marc Rostan et Pierre Bruneau, la MP91 remporte son unique course : les 1 000 kilomètres de Monza.